# Teladan Baru
Teladan Baru is een bestuurslaag in het regentschap Subulussalam van de provincie Atjeh, Indonesië. Teladan Baru telt 526 inwoners (volkstelling 2010).